# Federati
Federati (lat. foederatus) su bili narodi kojima je Rimsko Carstvo dopustilo naseliti se u zemljama pod vlašću Rimskog Carstva. 
Prvotni oblik rimske naknade bio je novac. Protuobveza koju su federati imali prema Rimu je bio sporazum foedus kojim su Carstvu bili obvezni dati određeni broj vojnika ako carstvo napadne neprijatelj. Uglavnom to su bile pomoćne snage. Druga obveza je bila voditi istu politiku kao i Rim. 
Od polovice 4. stoljeća te su se postrojbe nalazile unutar granica rimske države. Vremenom im je narastao udio u rimskim snagama. Novčani izdatci su rasli, pa su rimski carevi sve više pribjegavali drugi oblik naknade, odnosno pravo naseljavanja. Tako je Rimsko Carstvo služilo se "vanjskim resursima" da bi se obranilo od barbarskih napada koji su učestavali, a pored toga nisu trošili vlastite vojne snage radi kontroliranja svog saveznika. Prvi rimski car koji je to učinio bio je Julije Apostat 358. s germanskim plemenom Franaka, kojima je dopustio naseliti se na lijevoj obali Rajne. Već 382. Vizigoti su dobili isto pravo.
Pojam je nastao još kad je starorimska država bila Republika. Federati ili socii su bili narodi, plemena ili gradovi s kojima se potpisao sporazum ili savez (foedus), prema kojem su ti "saveznici" obvezani pružiti ljudstvo rimskoj vojsci. Ipak, ti saveznici nisu bili rimska kolonija, niti su bili rimski državljani. Kad su ovi saveznici htjeli ipak steći rimsko državljanstvo, ta su nastojanja dovela do Savezničkog (Društvenog) rata (bellum sociale, bellum Marsicum) koji je trajao od 91. pr. Kr. do 88. pr. Kr. Ishod je bio da su saveznici uvjetno dobili državljanstvo.
Rimskom su Carstvu federati vremenom bivali sve vredniji izvor vojnog ljudstva. Stanje je bilo takvo da je federatima udio u rimskim postrojbama do polovice 5. stoljeća toliko narastao da su Rimljanima bili sve manji. Protiv Huna Rimljanima su federati bili glavni nositelji borbe. Tolika vojna snaga se materijalizirala u političkom utjecaju, pa su vremenom stvorili vlastite države koje su praktično bile neovisne. Ishod svega je bio da je 476. Zapadno Rimsko Carstvo palo. Istočno Rimsko Carstvo se bolje othrvalo s problemima te su kod njih federati postojali još stoljeće.

## Vanjske poveznice
- George Long, "Foederati civitates" (engleski)
- Harry Thurston Peck, Harpers Dictionary of Classical Antiquities, 1898.: Foederati  (engleski)